# Rosa Rakotozafy
Lalanirina Rosa Rakotozafy (sinh ngày 12 tháng 11 năm 1977) là một vận động viên người Malagasy, chuyên vượt rào 100 mét.
Thời gian tốt nhất cá nhân của cô là 12,84 giây, đạt được vào tháng 7 năm 1999 tại Niort. Đây là kỷ lục Malagasy hiện tại. Cô cũng giữ kỷ lục 200 mét quốc gia với 23,09 giây.

## Thành tích giải đấu
| Năm                     | Giải đấu                   | Địa điểm                           | Thứ hạng                | Nội dung                | Chú thích               |
| Representing Madagascar | Representing Madagascar    | Representing Madagascar            | Representing Madagascar | Representing Madagascar | Representing Madagascar |
| ----------------------- | -------------------------- | ---------------------------------- | ----------------------- | ----------------------- | ----------------------- |
| 1999                    | World Championships        | Seville, Spain                     | 19th (qf)               | 100 m hurdles           | 12.98                   |
| 1999                    | World Championships        | Seville, Spain                     | 12th (h)                | 4x100 m relay           | 44.36                   |
| 1999                    | All-Africa Games           | Johannesburg, South Africa         | 4th                     | 100 m hurdles           | 13.19                   |
| 2000                    | African Championships      | Algiers, Algeria                   | 2nd                     | 100 m hurdles           | 13.21                   |
| 2000                    | Olympic Games              | Sydney, Australia                  | 34th (h)                | 100 m hurdles           | 13.80                   |
| 2000                    | Olympic Games              | Sydney, Australia                  | 14th (sf)               | 4x100 m relay           | 43.98                   |
| 2001                    | World Indoor Championships | Lisbon, Portugal                   | 22nd (h)                | 60 m hurdles            | 8.36                    |
| 2001                    | Jeux de la Francophonie    | Ottawa, Canada                     | 5th                     | 100 m hurdles           | 13.10                   |
| 2001                    | World Championships        | Edmonton, Canada                   | 22nd (h)                | 100 m hurdles           | 13.24                   |
| 2002                    | African Championships      | Radès, Tunisia                     | 1st                     | 100 m hurdles           | 13.13 (w)               |
| 2003                    | World Indoor Championships | Birmingham, United Kingdom         | 14th (sf)               | 60 m hurdles            | 8.27                    |
| 2004                    | African Championships      | Brazzaville, Republic of the Congo | 1st                     | 100 m hurdles           | 13.73                   |
| 2004                    | Olympic Games              | Athens, Greece                     | 32nd (h)                | 100 m hurdles           | 13.67                   |
| 2011                    | All-Africa Games           | Maputo, Mozambique                 | 3rd                     | 100 m hurdles           | 13.55                   |
| 2012                    | World Indoor Championships | Istanbul, Turkey                   | 25th (h)                | 60 m hurdles            | 8.74                    |
| 2012                    | African Championships      | Porto Novo, Benin                  | 5th                     | 100 m hurdles           | 13.70                   |